# بژسکی-کوواکی
بژسکی-کوواکی (به لهستانی:  Brzeski-Kołaki) یک روستا در لهستان است که در گمینا خوژله واقع شده‌است.